# ゼクサスリミテッド
『ゼクサスリミテッド』は、デービーソフトが制作し、1985年に発売されたMSX用3Dシューティングゲーム。

## 概要
同社制作の『ゼクサス光速2000光年』の続編となるが、前作が複数のPCで発売されたのに対し、本作はMSXでのみ発売された。
自機の発進シーンに登場する巨大母艦など、グラフィックはMSXの描画特性を最大限に活かしたものとなっている。
パッケージのタイトル表記には「レボリューション」が追加されているが、ゲーム内タイトルに同表記は存在せず、また雑誌掲載時においても表記されないケースが多い様である。

## ゲーム内容
宇宙空間を舞台とした第三者視点の3Dシューティングゲームである。自機となる戦闘機を上下左右に操作し、画面奥から飛来する敵機を撃墜する。敵機や敵弾に接触するとミスとなる。
稀に飛来する星型の敵機ネクソンを破壊するとフラッグが登場し、これをさらに破壊することで自機のビーム砲がノーマルビームからパワービームへとパワーアップし、威力が2倍となる。
誘導兵器などは存在せず、自弾は画面中央へ向かって直進するため、敵機を効果的に撃墜するには個体や編隊の挙動を掴む事が鍵となる。
ステージは通常空間、ロール空間、敵母艦戦で構成される。ロール空間では上下方向への重力異常が自機の挙動に影響するため、操作が困難になる。
敵母艦グルーとの戦闘は、グルーからの激しい攻撃を避けながら4つのウィークポイントを破壊する。

## ストーリー
惑星DENUMAは惑星軌道のずれから危機を迎えていた。DENUMA人は自らの滅亡を防ぐため、他星系への移住を決断。その第一の目標である水の惑星地球に向け11種の戦闘機と大型母艦による侵略を開始した。
この動きを察知した地球防衛軍本部は最大級戦闘機ゼクサスを出撃させたのだった。
惑星DENUMAは全銀河の征服を目論んでいたとする記事も存在する。

## 登場キャラクター

### 地球側キャラクター
- ゼクサス：プレイヤーが操る宇宙戦闘機。
- 母艦：ゲームスタート時の発進シーンに登場する大型母艦。

### DENUMA星側キャラクター
出典：
- フィナファン：40点
- ヤズー：60点
- モアファイ：30点
- モノヴァイザー：100点
- サプラン：80点
- オリンツ
- カレック：50点
- ネラネス:300点
- トアネラ
- モノ-ネメッサル：500点
- グルー（敵母艦）：10,000点
- ネクソン：破壊することでフラッグが出現する。3,000点
- フラッグ：破壊することでゼクサスのビーム砲がパワーアップする。

## DENUMA語
出典：
DENUMA星側のキャラクターはDENUMA語と呼ばれる独自の言語によって命名されている。DENUMA語はネームエディタプログラムによってランダムに生成された文字列をベースとしている。
MSXマガジン1985年9月号にてその存在が公表された。
- MONO：水
- NE：かわいい
- MESSALU：玉・泡
- YAZOO：歌手
- GRUU：このやろう、ちくしょう
- NE-MESSALU：あぶく
- MONO-NEMESSALU：水の中のあぶく

## 他機種版
| No. | タイトル            | 発売日        | 対応機種 | 開発元         | 発売元             | メディア                       | 型式 | 売上本数 | 備考                                    |
| --- | ------------------- | ------------- | -------- | -------------- | ------------------ | ------------------------------ | ---- | -------- | --------------------------------------- |
| 1   | ゼクサス リミテッド | 2002年11月1日 | Windows  | デービーソフト | D4エンタープライズ | ダウンロード (プロジェクトEGG) | -    | -        | 2020年1月14日にWindows 10対応版を再販売 |